# Bror Marcusson
Bror Marcusson, né le 26 juin 1920 à Skottlanda en Suède, et morte le 12 novembre 2017 à Kristinehamn est un entraîneur, éleveur de chevaux et ancien driver suédois,.